# 源光宗
源 光宗（みなもと の みつむね）は、平安時代後期の武将。出雲守・源光保の長男。兄弟に光盛、重子、土佐局（鳥羽天皇後宮）らがあり、子に宗保、兼綱がある。『尊卑分脈』による官位は従四位下・左衛門尉、伯耆守、備後守。また「木田」を号したとされる。

## 略歴
鳥羽院の近臣であった光保の嫡子として久寿2年（1155年）に14歳で蔵人に補され、その後も順調に昇進を重ねた。
光宗も父と同じく守仁親王（二条天皇）に近侍したと考えられ、平治元年（1159年）の平治の乱では父と行動を共にする。しかし、乱の後に反院政派の排除を進める後白河上皇の手によって永暦元年（1160年）6月に父と共に薩摩国へ配流となり、護送中に父が誅殺されると光宗もその後を追って自害した（『尊卑分脈』）。

## 系譜
- 父：源光保（?-1160）
- 母：不詳
- 妻：不詳
  - 男子：源宗保
  - 男子：源兼綱